# メイコン (重巡洋艦)
| USS Macon (CA-132) |                                                            |
| 艦歴               |                                                            |
| 発注               |                                                            |
| 起工               | 1943年6月14日                                              |
| 進水               | 1944年10月15日                                             |
| 就役               | 1945年8月26日                                              |
| 退役               | 1961年3月10日                                              |
| 除籍               | 1969年11月1日                                              |
| その後             | 1973年に廃棄                                               |
| 性能諸元           |                                                            |
| 排水量             | 13,600トン                                                 |
| 全長               | 674 ft 11 in                                               |
| 全幅               | 70 ft 10 in                                                |
| 吃水               | 20 ft 6 in                                                 |
| 機関               |                                                            |
| 最大速             | 33 ノット                                                  |
| 乗員               | 士官、兵員1,142名                                          |
| 兵装               | 8インチ砲9門、 5インチ砲12門、 40mm機銃46基、 20mm機銃28基 |
| 搭載機             |                                                            |

メイコン (USS Macon, CA-132) は、アメリカ海軍の重巡洋艦。ボルチモア級重巡洋艦の11番艦。艦名はジョージア州メイコンに因む。その名を持つ艦としては2隻目。

## 艦歴
メイコンは1943年6月14日にニュージャージー州カムデンのニューヨーク造船所で起工し、1944年10月15日にチャールズ・F・ボウデン（Charles F. Bowden）メイコン市長夫人によって進水する。1945年8月26日にフィラデルフィアでエドワード・E・パレ艦長の指揮下就役した。
メイコンは整調航海後まもなく第8艦隊へ配属され、1946年4月19日にノーフォークを出航、カリブ海での艦隊演習を行う。5月7日にニューヨークに戻り、6月4日にノーフォークに到着、運用開発部隊の試験船の任務に就く。
続く4年間にわたってメイコンは定期的にフィラデルフィア海軍造船所で試験機材の装着が行われた。新型機材の試験船としての任務の一方、対空砲撃訓練艦として予備役兵を大西洋およびアメリカ合衆国沿岸の湾で訓練した。1948年の夏には海軍士官学校生を乗艦させ訓練巡航に赴く。メイコンは1950年4月12日にフィラデルフィアで予備役となるまで実験任務を継続した。
朝鮮戦争が勃発し、1950年6月にメイコンは再就役が命じられる。1950年10月16日にフィラデルフィアで再就役し、回復訓練の後大西洋の第6巡洋艦隊旗艦となる。
1959年の終わりまでにメイコンは6回の海軍兵学校生の訓練巡航を夏に行い、秋から冬にかけては第6艦隊の一部として活動した。1956年のスエズ動乱時には地中海東部の偵察巡航を行い、1957年6月12日にはジェームズタウン設立350周年記念の観艦式に参加した。1957年9月には北海と北極海で行われたNATOの演習「ストライク・バック」に参加した。
これらの任務に加え、メイコンは試験機材の装着が続けられた。1956年1月から3月にかけてミサイル発射装置が装備され、大西洋艦隊の巡洋艦として5月8日に初めてレギュラスミサイルをノースカロライナ州沖で発射し、その後も大西洋艦隊での任務終了までミサイル発射試験を継続した。
1959年1月19日から20日にかけての夜に、カルタヘナからマルセイユへの巡航途中メイコンは海上で火災を発生したイタリア商船マリア・アマタの救助に向かう。メイコンの乗員は消火作業を行ったが、船は間もなく沈没した。その後メイコンは商船の乗組員をスペインのバレンシアへ輸送した。
メイコンはノーフォークを出港し、1月の残りを海軍の楽団を乗せて南米の港への親善訪問を行う。この巡航途中、バンドのメンバー6名がジュセリーノ・クビチェックブラジル大統領の公式晩餐会で演奏を行うため飛行機で向かったが、墜落事故で全員死亡した。2月28日にブエノスアイレス港で、アルゼンチン海軍も参列して追悼式典が行われた。巡航は3月10日にリオデジャネイロで終了し、メイコンはボストンに帰還し、大西洋艦隊での任務を再開する。
メイコンは1961年3月10日にフィラデルフィアで予備役となる。1969年11月1日に除籍され、1973年にスクラップとして廃棄された。